# 27 Brygada Powietrznodesantowa (Bundeswehra)
27 Brygada Powietrznodesantowa – powietrznodesantowy związek taktyczny Bundeswehry.
W okresie zimnej wojny Brygada wchodziła w skład 1 Korpusu Armijnego i przewidziana była do działań w pasie Północnej Grupy Armii.

## Struktura organizacyjna
| Organizacja LLBrig 27 w 1989 | Organizacja LLBrig 27 w 1989     | Organizacja LLBrig 27 w 1989 |
| Godło                        | Pododdział                       | Miejsce stacjonowania        |
| ---------------------------- | -------------------------------- | ---------------------------- |
|                              | dowództwo brygady                | Lippstadt-Lipperbruch        |
|                              | 271 batalion powietrznodesantowy | Iserlohn                     |
|                              | 272 batalion powietrznodesantowy | Wildeshausen                 |
|                              | 273 batalion powietrznodesantowy | Iserlohn                     |
|                              | 274 batalion powietrznodesantowy | Iserlohn                     |